# 1961 Dufour
1961 Dufour è un asteroide della fascia principale del diametro medio di circa 50,31 km. Scoperto nel 1973, presenta un'orbita caratterizzata da un semiasse maggiore pari a 3,1947602 UA e da un'eccentricità di 0,1192774, inclinata di 6,64161° rispetto all'eclittica.